# Simintech
SimInTech (Simulation In Technic) — среда динамического моделирования технических систем, предназначенная для расчётной проверки работы систем управления сложными техническими объектами. SimInTech осуществляет моделирование технологических процессов, протекающих в различных объектах, с одновременным моделированием системы управления, и позволяет повысить качество проектирования систем управления за счет проверки принимаемых решений на любой стадии проекта.
SimInTech предназначен для детального исследования и анализа нестационарных процессов в ядерных и тепловых энергоустановках, в системах автоматического управления, в следящих приводах и роботах, и в любых технических системах, описание динамики которых может быть представлено в виде системы дифференциально-алгебраических уравнений и/или реализовано методами структурного моделирования. Основными направлениями использования SimInTech являются создание моделей, проектирование алгоритмов управления, их отладка на модели объекта, генерация исходного кода на языке Си для программируемых контроллеров.
Для SimInTech созданы и разрабатываются модули расширения позволяющие создавать модели на базе специализированных расчетных кодов и интегрировать их в комплексные модели и проекты.

## Возможности
- использоваться для моделирования нестационарных процессов в физике, в электротехнике, в динамике машин и механизмов, в астрономии и т. д., а также для решения нестационарных краевых задач (теплопроводность, гидродинамика и др.);
- функционировать в многокомпьютерных моделирующих комплексах, в том числе и в системах удаленного доступа к технологическим и информационным ресурсам;
- функционировать как САПР при групповой разработке и сопровождении жизненного цикла изделия (проекта) при модельно-ориентированном подходе к проектированию.

SimInTech содержит библиотеки типовых блоков для моделирования:
- теплогидравлики/пневматики;
- электроцепей, в действующих и мгновенных значениях;
- силовых машин гидравлических/пневматических;
- механических взаимодействий;
- точечной кинетики нейтронов;
- баллистики космических аппаратов;
- динамики полета летательных аппаратов в атмосфере;
- электрических приводов;

Для разработки алгоритмов управления в SimInTech есть общетехнические библиотеки блоков автоматики. Среди них библиотеки:
- конечных автоматов;
- релейной автоматики;
- нечеткой логики.

Кроме этого, SimInTech обладает:
- инструментами для создания интерфейсов управления (SCADA);
- библиотекой цифровой обработки сигналов;
- библиотекой статистики;
- функционалом оптимизации/подбора параметров;
- протоколами обмена (OPC, UDP, TCP/IP, MODBUS, RS, FMI и т. д.);
- функционалом распараллеливания расчетов на разных вычислительных узлах;
- модулем для верификации кода ПЛИС;
- модулем анализа надежности, безопасности и живучести системы на принципиальной схеме;
- библиотекой нейронных сетей;
- библиотекой видеообработки.

В SimInTech есть шаблоны, позволяющие произвести сборку исполняемого кода для различных целевых систем:
- QNX/КПДА;
- Linux;
- Schneider Electric;
- B&R;
- любых микроконтроллеров и ДСП-процессоров, в том числе фирмы «Миландр».